# Bernardin Matam
Bernardin Ledoux Kingue Matam (Yaoundé, 20 maggio 1990) è un sollevatore camerunese naturalizzato francese.
È stato due volte campione europeo e vanta tre partecipazioni ai Giochi olimpici estivi: Londra 2012, Rio de Janeiro 2016 e Tokyo 2020.

## Palmarès
- Mondiali

Anaheim 2017: bronzo nei 69 kg.
- Europei

Adalia 2012: bronzo nei 69 kg.
Tirana 2013: bronzo nei 69 kg.
Tbilisi 2015: bronzo nei 69 kg.
Spalato 2017: oro nei 69 kg.
Batumi 2019: oro nei 67 kg.
- Universiadi

Kazan' 2013: argento nei 69 kg.